# Ciudad de cristal (Cazadores de sombras)
Ciudad de cristal (título original en inglés: City of Glass) es el tercer libro de la saga Cazadores de Sombras, escrita por Cassandra Clare. Fue publicada originalmente en Estados Unidos.

## Argumento
Clary se queda atrás con Amatis Herondale, hermana de Luke, mientras que Jace y los Lightwood se quedan con Aline Penhallow y su primo Sebastian Verlac. A su llegada a Alacante, Simón es llevado ante el nuevo Inquisidor para que "vuelva" a Nueva York mediante un portal pero el Inquisidor pide a Simón que mienta ante el Consejo sobre los Lightwood con el fin de incriminarles de estar aliados a Valentine, Simón se niega y es lanzado a la cárcel. 
Mientras tanto, Clary se escabulle de la casa de Amatis y va hacia el alojamiento de los Lightwood, donde encuentra a Jace y a Aline besándose. Esto provoca una pelea entre ambos y Jace insulta a Clary diciéndole que es tan solo una "simple mundana" y que vuelva a casa, ante eso Clary le responde que se parece a Valentine.
Al día siguiente, Sebastian y Clary van a la casa de Ragnor Fell, fue entonces cuando ella se sorprende al descubrir que Ragnor ha sido asesinado por aliados de Valentine y que Magnus estaba allí en su lugar. El brujo le informa a la chica que ella debe obtener un libro de hechizos llamado el Libro Blanco, el cual está disfrazado de un libro de cocina, y se encuentra en la casa de campo de los Wayland. Para poder encontrarlo necesita a Jace.
Después de la visita a Magnus, Sebastian y Clary van a las ruinas de la mansión Fairchild, donde ella y Sebastian comparten un beso que ella rompe debido a que no se siente bien. Sebastian le cuenta a Clary que Simón esta en la cárcel en "El Gard". Clary regresa a casa de Amatis donde Jace la está esperando. Él se disculpa con ella por sus duras palabras el día anterior, pero vuelven a discutir porque ella no sabía acerca de que Simon estaba en la cárcel, discusión en la que Clary incluso lanza placas de cristal y platos con ira hacia él (que evita fácilmente). Después de que ambos logran calmarse viajan a la casa de los Wayland donde vivía Jace en su infancia, además de encontrar el "Libro Blanco" descubren algunos experimentos de Valentine de un Ángel medio muerto. A continuación, a través del Ángel Ithuriel, ellos logran ver acontecimientos pasados de Valentine, y el experimento que este hizo a su hijo Jonathan, el cual posee sangre de demonio. 
Los dos apenas logran salir fuera de la casa con vida cuando esta comienza a explotar. Después Jace y Clary terminan besándose apasionadamente mientras yacían en el suelo. Clary se detiene antes de que las cosas vayan demasiado lejos, acusando a Jace de usarla para que él pueda odiarse a sí mismo, él culpa a su sangre de demonio por sus sentimientos hacia ella. Al regreso los dos encuentran a la ciudad de Alacante en llamas. 
Mientras tanto en la casa de los Penhallow, Aline se ve atacada por un demonio al cual Isabelle mata pero Aline huye. Alec va en busca de Aline dejando a Isabelle, Max y Sebastian en la casa. En el "Gard" Clary encuentra a Magnus y le da el "Libro Blanco" para que con ello despierte a Jocelyn. En ese mismo momento Clary se da cuenta de que Simon esta en la cárcel. Jace, Clary y Alec van en busca de este y lo liberan, incluyendo al compañero de celda de Simon llamado Samuel. Pronto descubren que "Samuel" en realidad es Hodge. Hodge les revela que el Espejo,  el cual es el último Instrumento Mortal, en realidad es el Lago Lyn. Hodge luego es asesinado por Sebastian quien dice que lo hizo para mantenerlos fuera de peligro. Este acto hace que los tres se den cuenta que Sebastian es el espía de Valentine. 
Sebastian huye después de una batalla con ellos. Jace, Alec, Clary y Simon vuelven a la Sala de Acuerdos,  sólo para descubrir que Sebastian ha matado a Max. Al día siguiente se hace presente Valentine mediante una proyección el cual les hace una oferta de rendirse ante él y hacer de él su Gobernador y si no aceptan su oferta matará a cada cazador de sombras que haya, ante eso el Inquisidor reclama diciéndole que solo hay un líder y es él. Ante esas palabras Valentine mata al Inquisidor en la Sala de Acuerdos. Después del funeral de Max, Jace va a la habitación de Clary y le dice que la ama y siempre la amará y que tal vez sea su última noche juntos pues Valentine juro matar a cada cazador de sombras, Jace y Clary duermen esa noche juntos tomados de las manos. 
A la mañana siguiente Jace se ha ido en busca de Sebastian dejando una nota a Clary y junto a ella el anillo Morgenstern. Ese mismo día Jocelyn la madre de Clary vuelve donde ella pero ambas tienen una pelea y Clary sale de la casa. Clary se las arregla para convencer a la Clave de luchar con los subterráneos y les enseña una runa de enlace que el ángel Ithuriel le había mostrado. Es durante este tiempo que descubre después de hablar con su madre, que ella también había recibido sangre de Ángel Ithuriel, mientras que ella estaba en el vientre de su madre y que Jace en realidad es el hijo de Stephen Herondale, nieto de la anterior Inquisidora, lo que significa que no son hermanos después de todo, y que el Verdadero Hermano de Clary es Sebastian Velarc.
Clary a continuación, marca Simon con La marca de Caín , un hechizo de protección de gran alcance, con la intención de salvarlo de Raphael, quien planea matarlo por ser un "Vampiro Diurno". Esto hace que Raphael pelee con la Clave y contra Valentine. Mientras tanto, Jace encuentra Sebastian hablando con Valentine, que tiene la intención de utilizar el Lago Lyn para convocar al ángel Raziel y destruir a todos los cazadores de sombras que no están vinculados a él. Después que Valentine se haya marchado, deja a Jace a la batalla con Sebastian, quien le informa que él (Sebastian) es en realidad hermano de Clary y el que tiene sangre de demonio, y Jace (en realidad tiene sangre del Ángel Ithuriel en vez de demonio).
Clary usa el portal y es transportada al Lago Lyn para detener a Valentine de convocar a Raziel , Valentine la captura y usa un hechizo para paralizar el cuerpo y la voz. A continuación, le revela su intención de usarla como un sacrificio para completar su plan. Cuando Jace llega a rescatarla a momentos antes de que Valentine este a punto de matar a Clary, Valentine en su lugar utiliza la sangre de Jace para el sacrificio y exitosamente el Ángel Raziel se alza del Lago Lyn . Sin embargo, debido a los planes egoístas de Valentine y porque Clary ha logrado poner su nombre en las runas de unión en lugar de la de su padre, Raziel ve las verdaderas intenciones de Valentine y lo mata y así mismo al ejército de Demonios controlados por este mismo. Cuando Raziel se ofrece a conceder un deseo a Clary, Clary le pide volver a la vida a Jace. Raziel entonces cumple deseo de Clary, y Jace es traído de vuelta a la vida. 
Después, en el epílogo , que tendrá lugar 2-3 días más tarde, los dos finalmente se reúnen después de que Jace ha dejado el hospital por sus heridas en la pelea con Sebastian quien dice estar "muerto". En la Fiesta de Celebración los dos se besan mientras ve los fuegos artificiales, junto a sus amigos, para celebrar la exitosa batalla sin nada que mantenerlos separados.
El libro se encuentra dividido en tres partes: las centellas vuelan al cielo, los astros brillan sobriamente y el camino al cielo. Un epílogo: con estrellas en el cielo.